# Günther Haselier
Günther Haselier (* 19. April 1914 in Freiburg im Breisgau; † 9. Oktober 1991 in Karlsruhe) war ein deutscher Lehrer, Historiker und Präsident der Landesarchivdirektion in Baden-Württemberg.

## Leben und Wirken
Der Sohn eines Friseurmeisters trat nach dem Abitur 1932 in seiner Heimatstadt Breisach in den Dienst der Verwaltung als Beamtenanwärter ein. Von 1933 bis Anfang 1939 studierte er an den Universitäten Bonn und Freiburg Geschichte, Deutsch und Englisch. Mit der Prüfung für das Lehramt an Gymnasien und der gleichzeitigen Promotion zum Dr. phil. schloss er in Freiburg seine Ausbildung ab. Seine Lehrer an der Universität Freiburg waren unter anderem Gerhard Ritter und Friedrich Maurer. 1940/41 legte er seine Dissertation zur Geschichte der Salpeterer: Die Streitigkeiten der Hauensteiner mit ihren Obrigkeiten. Ein Beitrag zur Geschichte Vorderösterreichs und des südwestdeutschen Bauernstandes im 18. Jahrhundert vor. Vor dem Krieg wurde er noch als Referendar eingestellt. Nach der Kriegszeit als Soldat, von 1939 bis September 1946, wurde er Studienassessor und von 1947 bis 1951 in der Landesdirektion für Kultus und Unterricht Baden in Karlsruhe tätig. 1951 wurde er Studienrat in Karlsruhe. 1954 trat er in das Generallandesarchiv Karlsruhe ein und 1970 wurde er als dessen Leiter berufen. 1973 ernannte man ihn zum Leiter des Hauptstaatsarchivs Stuttgart und am 1. Januar 1975 zum ersten Leiter der neugegründeten Landesarchivdirektion Baden-Württemberg. Als solcher erhielt er Ende 1978 die damals eingeführte Bezeichnung „Präsident der Landesarchivdirektion“. Am 31. August 1979 schied er aus dem aktiven Dienst aus.
Er war Vorsitzender der Kommission für geschichtliche Landeskunde in Baden-Württemberg. Er erhielt das Bundesverdienstkreuz 1. Klasse und die Verdienstmedaille des Landes Baden-Württemberg. 1974 war er Teilnehmer der Gründungsversammlung des Geschichtsvereins Hochrhein.

## Schriften (Auswahl)
- Die Streitigkeiten der Hauensteiner mit ihren Obrigkeiten. Karlsruhe i. B. 1940.
- Geschichte des Dorfes und der Gemeinde Weiher am Bruhrain. Gemeinde, Weiher (Landkreis Bruchsal) 1962.
- Das älteste Zinsverzeichnis der St. Martinskirche in Ettlingen. Stadtverwaltung, Historische Kommission, Ettlingen 1964.
- In marcha Zardunense Geographie und Geschichte des Zartener Beckens. Selbstverlag der Gemeinde, Kirchzarten 1966.
- Geschichte der Stadt Breisach am Rhein. 3 Bände. Selbstverlag der Stadt, Breisach 1969–1985.
- Geschichte des Hotzenwalds. Schauenburg, Lahr (Schwarzwald) 1973.